# Racova, Satu Mare
Racova este un sat în comuna Supur din județul Satu Mare, Transilvania, România.

## Personalități
- Ioan Miclea (1902-1982), filozof

 Acest articol despre o localitate din județul Satu Mare este deocamdată un ciot. Puteți ajuta Wikipedia prin completarea lui.